# Суюй
Сую́й (кит. упр. 宿豫, пиньинь Sùyù) — район городского подчинения городского округа Суцянь провинции Цзянсу (КНР).

## История
После образования первого в истории Китая централизованного государства — империи Цинь — эти земли были включены в состав уезда Сясян (下相县). При империи Восточная Цзинь в 405 году в юго-восточной части уезда Сясян был образован уезд Суюй (宿预县). В 550 году уезд Сясян был расформирован, а его земли вошли в состав уезда Суюй. Во времена империи Тан, когда в 762 году на престол взошёл император Дай-цзун, чьим личным именем было «Ли Юй», из-за практики табу на имена иероглиф «юй» в названии уезда был заменён на иероглиф «цянь» — так появился уезд Суцянь (宿迁县).
В 1949 году был создан Специальный район Хуайинь (淮阴专区), и уезд вошёл в его состав. В 1970 году Специальный район Хуайинь был переименован в Округ Хуайинь (淮阴地区). В 1983 году округ Хуайинь был преобразован в городской округ Хуайинь.
5 декабря 1987 года уезд Суцянь был преобразован в городской уезд.
19 июля 1996 года решением Госсовета КНР из городского округа Хуайинь был выделен городской округ Суцянь; урбанизированная часть городского уезда Суцянь при этом стала районом Сучэн, а оставшаяся часть городского уезда была преобразована в уезд Суюй (宿豫县).
В 2004 году уезд Суюй был преобразован в район городского подчинения.

## Административное деление
Район делится на 3 уличных комитета, 13 посёлков и 3 волости.

## Экономика
Квартал Луцзи района Суюй является крупным центром электронной коммерции. 